# 田子内村
田子内村（たごないむら）は秋田県雄勝郡にあった村。現在の東成瀬村北西部に当たり、村役場や学校、郵便局等の公共施設が集まる地域。